# Henry Charlton Bastian

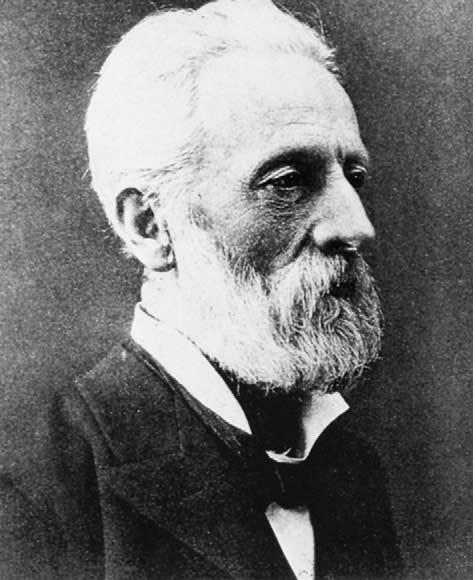
Henry Charlton Bastian

Henry Charlton Bastian (ur. 26 kwietnia 1837 w Truro, zm. 17 listopada 1915 w Chesham Bois) – angielski lekarz, fizjolog, neurolog, przyrodnik. Członek Royal Society od 1868.
Był trzecim synem kupca Jamesa Bastiana i Charlotte Eliza Bullmore. Dzieciństwo spędził w Falmouth. Jeszcze w szkole rozwinął zainteresowanie przyrodą i zajmował się florą i fauną Kornwalii. Studiował na University of London, studia ukończył w 1861. Został wtedy asystentem i wykładowcą anatomii patologicznej w St Mary’s Hospital. Był jednym z pierwszych lekarzy neurologów zatrudnionych w National Hospital, Queen Square.
W 1866 ożenił się z Julią Augustą Orme, miał trzech synów i córkę.
Jako neurolog miał duży wkład w afazjologię. Rozszerzył koncept afemii Broki i afazji Trousseau o agrafię, afazję odbiorczą i aleksję. W 1898 powrócił do tematyki afazji obszerną pracą A Treatise on Aphasia and Other Speech Defects.
Był zwolennikiem teorii samorództwa. Polemizował z odkryciami Pasteura, Virchowa, Huxleya i Wallace’a; podtrzymywał błędne teorie na temat pochodzenia życia w swoich publikacjach.

## Wybrane prace

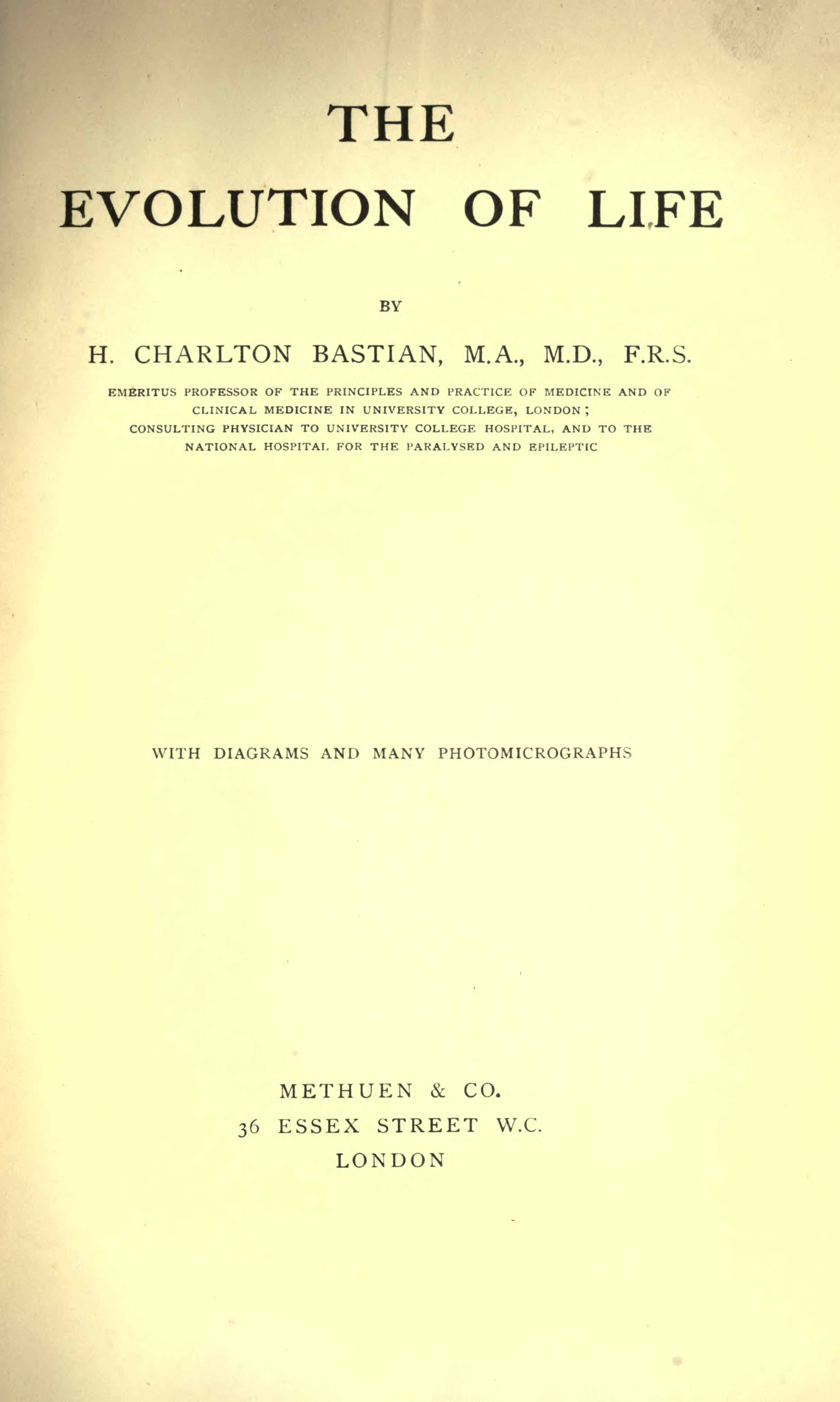
The Evolution of Life, 1907

- On the Structure and Nature of the Dracunculus, or Guinea-Worm[1] (1863)
- Monograph on the Anguillulidae or Free Nematoids, with Descriptions of 100 New Species. Trans Linn Soc 25 (1865)
- On the Anatomy and Physiology of the Nematoids, with Observations on Their Zoological Position[2]. (1866)
- The modes of origin of lowest organisms: including a discussion of the experiments of M. Pasteur, and a reply to some statements by Professors Huxley and Tyndall. London 1871.
- The beginnings of life; being some account of the nature, modes of origin & transformation of lower organisms, vol. 1. New York : Appleton, 1872
- The beginnings of life: being some account of the nature, modes of origin and transformation of lower organisms, vol. 1. London, Macmillan and co. 1872
- The beginnings of life: being some account of the nature, modes of origin and transformation of lower organisms, vol. 2. London, Macmillan and co. 1872
- On Paralysis From Brain Disease in Its Common Forms. London, D. Appleton 1875.
- The Brain as an Organ of Mind. London, 1880. Appleton, New York 1880.
- Paralyses, Cerebral, Bulbar and Spinal. London 1886.
- The „muscular sense“; its nature and cortical localisation. Brain, London 1888, 1–137.
- Various Forms of Hysterical and Functional Paralysis. London 1893.
- A Treatise on Aphasia and Other Speech Defects. Lewis, London 1898.
  - (transl. Maurycy Urstein). Über Aphasie und andere Sprachstörungen. W. Engelmann, Berlin 1902
- On some points in connexion with the ordinary development of Vaucheria resting-spores. Ann. & Mag. Nat. Hist. 7, xii (1903)
- Studies in Heterogenesis. London 1904
- On the Heterogenetic Origin of Certain Ciliated Infusoria from the Eggs of a Rotifier. 1905
- The Nature and Origin of Living Matter. London 1905.
- The Evolution of Life. Methuen, London 1907.
- The origin of life; being an account of experiments with certain superheated saline solutions in hermetically sealed vessels. London, Watt & co. 1911
- On the symptomatology of total transverse lesions of the spinal cord; with special reference to the conditions of the various reflexes. Medico-Chirurgical Transactions, London 1890, 151–217.